# Cratos
Cratos (en grec antic: Κράτος), d'acord amb la mitologia grega, va ser un tità, fill de Pal·lant i d'Estix. Era germà de Nice (la Victòria), Bia (la Violència) i Zelos (l'Ardor)
Personificava el poder i la força, i va estar al costat dels Olímpics durant la seua lluita contra els titans, la Titanomàquia.